# Международная ассоциация анимационного кино
«Международная ассоциация анимационного кино» (АСИФА) (англ. «Association International du Film d'Animation» (ASIFA)) — международная некоммерческая организация, посвящённая развитию анимационного искусства. Основана в 1960 году в городе Анси (Франция). 
Одним из основателей организации и её первым президентом (1960—1979) был известный британо-канадский художник-мультипликатор, кинорежиссёр и продюсер Норман Макларен. 
Ассоциация выпускает журнал, распространяющий информацию об анимационных фестивалях, проектах, новых именах, работах и прочее. Всего выпущено 18 номеров (2008 г.).

## Филиалы ассоциации в других странах
- Аргентина
- Австрия
- Босния и Герцеговина
- Болгария
- Великобритания
- Венгрия
- Греция
- Египет
- Индия
- Индонезия
- Иран
- Израиль
- Китай
- Польша
- Республика Корея
- Румыния
- Сербия
- США
  - Atlanta
  - Central
  - Colorado
  - East
  - Hollywood (en:ASIFA-Hollywood)
  - Portland
  - San Francisco
- Финляндия
- Франция
- Хорватия
- Швейцария
- Япония

## Индивидуальные члены ассоциации
В состав АСИФА, помимо филиалов, входят также индивидуальные члены (их список размещён на официальном сайте ассоциации, продолжает пополняться). 
Среди известных российских мультипликаторов в АСИФА состояли и состоят такие знаменитости как Вадим Курчевский, Юрий Норштейн, Эдуард Назаров, Александр Петров, Владимир Тарасов и другие.